# Gifhorn
Gifhorn – miasto powiatowe w Niemczech, w kraju związkowym Dolna Saksonia, siedziba powiatu Gifhorn. W 2008 r. liczyło 41 799 mieszkańców.
W mieście znajduje się stacja kolejowa.

## Współpraca
- Dumfries, Wielka Brytania
- Gardelegen, Saksonia-Anhalt
- Hallsberg, Szwecja
- Корсунь-Шевченківський (Korsuń Sewczenkowski), Ukraina
- Ξάνθη (Ksanti), Grecja